# Golfo San Matiás
Golfo San Matiás – zatoka Oceanu Atlantyckiego, położona u wschodnich wybrzeży Argentyny. Od południa jest ograniczona przez Półwysep Valdés. Jest jedną z największych zatok Patagonii, zajmuje powierzchnię około 18 000 km² i ma do 200 metrów głębokości. Została nazwana w 1520 roku przez Ferdynanda Magellana. Pod koniec XVI wieku hiszpańscy jezuici podjęli nieudaną próbę założenia osady nad zatoką, a w 1778 próbowali się nad nią osiedlić Anglicy. Nad zatoką jest położone miasto San Antonio Oeste. Wzdłuż wybrzeża zatoki znajdują się ważne złoża soli. Zatoka była przedmiotem badań naukowych ze względu na niezwykle duże fale piaskowe oraz ich przemieszczanie się.